# Pieces (Manassas)
Pieces,  è un album in studio della band country rock guidata da Stephen Stills, Manassas. 
Registrato nel maggio del 1974 dall'assemblaggio dei vari outtakes dei primi due album, venne ristampato in versione rimasterizzata nel 2009, in versione limitata, ed è tuttora uno degli album più rari della band.

## Elenco brani
1. Witching Hour – 5:12
2. Sugar Babe – 4:19
3. Lies – 3:07
4. My Love is a Gentle Thing – 5:07
5. Like a Fox – 2:58
6. Word Game – 2:35
7. Tan Sola Y Triste – 2:21
8. Fit To Be Tied – 3:49
9. Love and Satisfied – 2:48
10. High and Dry – 5:25
11. Panhandle Rag – 2:52
12. Uncle Pen – 2:21

## Formazione
- Stephen Stills - voce, tastiera
- Chris Hillman - chitarra
- Al Perkins - chitarra
- Paul Harris - organo, flauto
- Calvin Samuel - basso
- Jim Keltner - batteria

## Tecnici
- Bill Halverson – ingegnere del suono
- Gary Burden – fotografo